# Herbert Caro
Herbert Moritz Caro (Berlim, 16 de outubro de 1906 — Porto Alegre, 23 de março de 1991) foi um tradutor, crítico de arte, música e literatura, ensaísta e jornalista alemão naturalizado brasileiro, radicado em Porto Alegre. Durante sua vida foi um destacado intelectual e requisitado tradutor, participando entre as décadas de 1930 e 1940 da ilustre equipe reunida pela Editora Globo, além de deixar numerosas crônicas, ensaios e críticas na Revista do Globo e no jornal Correio do Povo. Hoje sua obra autoral está bastante abandonada, sendo mais lembrado como um dos principais tradutores no Brasil de obras alemãs.

## Vida
Caro nasceu em uma tradicional e abastada família berlinese, filho de um ilustre advogado, Ernst Caro, e de uma cantora lírica amadora, Helena Simonsohn. Sua casa era um ponto de encontro de artistas, atores e músicos. Seguindo os passos do pai, formou-se advogado e obteve o título de doutor em Direito pela Universidade de Heidelberg, trabalhando como assessor do Tribunal Regional de Berlim. Também fora destacado esportista na Alemanha, ao longo de sete anos foi membro da seleção nacional de tênis de mesa e diretor da Federação Alemã. Em 1933, já perseguido pelos nazistas por suas origens judaicas, mudou-se para a Dijon, na França, onde estudou línguas clássicas e viveu de dar aulas de línguas e tênis de mesa.
Porém, como era um refugiado clandestino, sua situação complicou-se novamente, decidindo partir para o Brasil após receber uma carta de um primo lá radicado que lhe dizia haver boas condições de trabalho no país. Ele e sua esposa Nina Zabludowski chegaram em 9 de maio de 1935. Passaram por grandes dificuldades iniciais, embora tivessem feitos preparativos para a viagem e já dominassem perfeitamente a língua portuguesa. Nina, também culta, trabalhou inicialmente como professora de línguas, e seu marido empregou-se como caixeiro viajante. Em 1936 foi convidado por Bernhard Wolff para juntar-se a um grupo de judeus que desejavam criar uma sociedade judaica beneficente, com o objetivo de ajudar a recepção e instalação de outros refugiados, que veio a ser a Sociedade Israelita do Brasil, da qual foi o segundo presidente, conduzindo a entidade por vários anos e dando aulas de português para os recém-chegados.
Permaneceu trabalhando no comércio até 1938, quando foi contratado pela Editora Globo como tradutor, dicionarista e pesquisador. No ano seguinte passou a fazer parte da equipe principal de tradutores, que incluía nomes como Érico Veríssimo e Mário Quintana, quando inicia a fase dourada da Editora, tornando-se conhecida e respeitada em todo o Brasil. Ao mesmo tempo passou a colaborar na Revista do Globo como articulista e ensaísta, mostrando, como disse Rosana Candeloro, "uma veia estilística inconfundível, domínio invejável da língua portuguesa e um humor não raras vezes refinado".
Em 1947 recebeu a cidadania brasileira, e em 1948, com a dissolução da Sala de Tradutores da Globo, começou a trabalhar na seção de livros importados da Livraria Americana, na Rua da Praia, que veio a gerenciar. Quando a livraria fechou em 1957, começou a trabalhar como autônomo e colaborador do jornal Correio do Povo. Em 1959 foi contratado pelo Instituto Goethe para dirigir sua biblioteca, onde trabalhou até sua aposentadoria em março de 1976, atuando decisivamente para uma grande expansão do acervo, que passou de 300 volumes para 11 mil. Neste período, e mesmo depois, nunca deixou de publicar crítica de arte, música erudita e literatura e fazer palestras pelo Brasil e exterior, trabalhando também como tradutor independente. Faleceu em 1991 vítima de insuficiência cardíaca.

## Obra
Uma coleção de seus ensaios intitulada Balcão de Livraria foi publicada em 1960 pelo Ministério da Educação, merecendo o elogio de Érico Veríssimo: “Debaixo daquele título despretensioso, cabe um mundo". Suas críticas de música erudita, publicadas na coluna "Os Melhores Discos Clássicos" do Correio do Povo entre 1959 e 1980, formaram o gosto de toda uma geração de ouvintes no estado. Na visão de Freitas & Golin, "o trabalho de Caro em 'Os Melhores Discos Clássicos' se aproxima da definição de Eagleton (1991, p. 43) para o homem de letras inglês do século XIX, 'membro de uma classe letrada dotada de espírito', que ocupa um lugar de autoridade para popularizar um conhecimento, mas também atua como um 'razoável vendedor das coisas do intelecto'." Tinha uma vasta cultura musical e um estilo de escrita atraente, fazendo uso da linguagem informal para trazer a música de concerto "do universo dos códigos eruditos para o cotidiano”. Também foi membro da Câmara de Música e Artes do Instituto Cultural Judaico Marc Chagall.
Sua reputação contemporânea, contudo, permanece centrada no campo da tradução, tido como um dos principais tradutores do alemão em atividade no Brasil, recebendo em função disso importantes prêmios e distinções. Traduziu clássicos como Os Buddenbrooks, A Montanha Mágica e Doutor Fausto de Thomas Mann, Auto-de-Fé de Elias Canetti, Quatro Ditadores, de Emil Ludwig, A Morte de Virgílio de Hermann Broch, O Lobo da Estepe e Sidarta de Hermann Hesse, dentre as mais de trinta obras que traduziu ao longo de sua carreira. Seu trabalho foi elogiado por vários críticos. Marcus Mazzari, por exemplo, disse que tinha "uma soberania e liberdade que lhe facultam desviar-se, por vezes, da estrutura linguística, ou mesmo do significado de uma frase isolada, sem, contudo, jamais transgredir o sentido mais profundo da obra", sabendo "captar com maestria o tom, o ritmo, a perspectiva que moldaram o original". Para Paulo Valadares, Caro fez parte de um seleto grupo de intelectuais judeus que "abriram uma brecha na cultura latino-católica, hegemônica no país à época, através de artigos na imprensa brasileira sobre autores e livros desconhecidos entre nós, e também pelas traduções destes livros". Na opinião de Michael Korfmann,
"Mas como todos nós sabemos, o trabalho de Herbert Caro não foi apenas significativo no campo da tradução, mas se estendeu à música erudita, às artes plásticas e à crônica jornalística. Assim, a figura de Caro não se restringe apenas à de um tradutor 'invisível', atrás dos grandes nomes da literatura alemã, mas tornou-se uma figura pública relevante e referenciada. Se no livro-homenagem publicado em 1995, quatro anos posterior ao seu falecimento (em 1991), e 60 anos depois de sua chegada à capital gaúcha, encontram-se artigos e depoimentos de muitas pessoas, amigos ou contemporâneos de Herbert Caro, quinze anos mais tarde à sua morte já é possível encontrar certos traços lendários em torno de sua figura".
Foi homenageado com os títulos de Cidadão Emérito de Porto Alegre e Gaúcho Honorário, a Cruz do Mérito Alemão de Primeira Classe (1974), o Prêmio da Associação Paulista de Críticos de Arte (1983), o Prêmio Nacional de Tradução do Instituto Nacional do Livro (1985), a Medalha Cidade de Porto Alegre e a Medalha Simões Lopes Neto. Em 1996 uma praça em Porto Alegre foi batizada com seu nome. Na ocasião, foi louvado como "enciclopédia viva, símbolo do erudito não sisudo, intelectual destacado, aberto aos prazeres da vida, gourmet refinado, colorado fanático, amigo de seus amigos". Em 2006 o centenário de seu nascimento foi comemorado pelo Instituto Goethe, que promoveu um seminário e uma exposição. Em 2012 foi objeto de outra exposição, organizada pelo Instituto Marc Chagall, que circulou por várias cidades. Em 2016 seu perfil foi apresentado na série televisiva Canto dos Exilados, sobre o legado deixado por refugiados da Segunda Guerra Mundial ao Brasil em vários campos das artes e da cultura, produzida com apoio da Casa Stefan Zweig de Petrópolis, RJ, e reprisada nos canais Arte 1 e Eurochannel.